# Станко Юрич
Станко Юрич (хорв. Stanko Jurić, нар. 16 серпня 1996, Спліт, Хорватія) — хорватський футболіст, опорний півзахисник іспанського клубу «Реал Вальядолід».

## Ігрова кар'єра
Станко Юрич почав займатися футболом у своєму рідному місті Спліт. У 2012 році він приєднався до молодіжної команди клубу «Дугополє». Був пілписаний контракт до 2019 року і поступово Юрич пробився до першої команди, яка грала у Другому дивізіоні. Згодом Станко став капітаном команди.
Взимку 2017 року Юрич тренувався з командою «Хайдука» і перед початком другої половини сезону 2017/18 остаточно перейшов до клубу, підписавши контракт на два роки. Сезон футболіст дограв у дублюючому складі «Хайдука». 2 серпня у матчі кваліфікації Ліги Європи проти болгарської «Славії» Юрич дебютував у першій команді і в тому ж матчі відзначився забитим голом. У червні 2019 року Юрич підписав з клубом новий контракт до 2021 року.
І влітку 2021 року півзахисник перейшов до італійської «Парми», з якою підписав чотирирічний контракт. Юрич провів два сезони в Серії В і перед сезоном 2023/24 був відправлений в оренду в іспанський «Реал Вальядолід». За результатами сезону «Вальядолід» вийшов до Прімери і Станко Юрич підписав з клубом контракт на постійній основі до червня 2027 року.